# Vinaixa
Vinaixa è un comune spagnolo di 614 abitanti situato nella comunità autonoma della Catalogna.